# عروض كأس العالم للسيدات 2023
كانت عملية تقديم العطاءات لاستضافة كأس العالم للسيدات 2023 الإجراء الذي اتبعته فيفا لاختيار الدولة المضيفة لبطولة كأس العالم للسيدات 2023. تقدمت ثلاث دول بعرضين لاستضافة البطولة، حيث كانت العروض النهائية المقدمة من أستراليا-نيوزيلندا وكولومبيا.
في 25 يونيو 2020، فاز العرض المشترك لأستراليا ونيوزيلندا رسميًا بحق استضافة كأس العالم للسيدات.

## عملية تقديم العطاءات
عُدل الجدول الزمني لعملية تقديم العطاءات بعد تأكيد توسيع البطولة.
كانت التواريخ الرئيسية لعملية تقديم العطاءات كما يلي:
- 15 مارس 2019: الموعد النهائي لتقديم استمارة إبداء الاهتمام المكتملة إلى الفيفا.
- 18 مارس 2019: إرسال الفيفا لوثائق تسجيل العطاءات والنظرة العامة.
- 16 أبريل 2019: الموعد النهائي لتقديم استمارة تسجيل العطاءات المكتملة إلى الفيفا.
- 18 أبريل 2019: إرسال الفيفا لوثائق الاستضافة إلى الاتحادات الأعضاء التي أعادت استمارة تسجيل العطاءات بحلول الموعد النهائي المذكور
- أغسطس 2019: إرسال تعميم إلى الاتحادات الأعضاء المهتمة بالتقديم. لتأكيد اهتمامها، وإتاحة الفرصة لأي اتحادات أخرى مؤهلة لتقديم اهتمامها بالعطاء.
- 16 أغسطس 2019: الموعد النهائي للاتحادات الأعضاء الجديدة لتقديم استمارة إبداء الاهتمام المكتملة إلى الفيفا.
- 2 سبتمبر 2019: الموعد النهائي لتقديم استمارة تسجيل العطاءات المكتملة من قبل الاتحادات الأعضاء الجديدة المهتمة، وإعادة تأكيد الاتحادات الحالية لعطائها.
- 3 سبتمبر 2019: إرسال الفيفا لوثائق تسجيل العطاءات والنظرة العامة المحدثة.
- 13 ديسمبر 2019: تقديم ملف العطاء، اتفاقية الاستضافة الموقعة وجميع الوثائق الأخرى المتعلقة بالاستضافة إلى الفيفا.
- يناير/فبراير 2020: زيارات تفقدية إلى الاتحادات الأعضاء.
- 10 يونيو 2020: نشر الفيفا لتقارير تقييم العطاءات (حصل عرض أستراليا-نيوزيلندا على أعلى درجة: 4.1 من 5).[7]
- 25 يونيو 2020: اختيار الدولة (أو الدول) المضيفة خلال اجتماع مجلس الفيفا عبر الإنترنت.[8]

## العطاءات الرسمية

### العرض المشترك لأستراليا ونيوزيلندا
لم يُقم أي كأس عالم للرجال أو كأس عالم للسيدات تابع للفيفا في دولتين أو أكثر من اتحادات قارية مختلفة. استضافت الدول الآسيوية البطولة مرتين، في 1991 و2007، وكلاهما في الصين. ولم تستضف أي دولة من قارة أوقيانوسيا البطولة من قبل.
في عام 2017، أُعلن لأول مرة أن الحكومة الأسترالية تمول دراسة جدوى لاستضافة كأس العالم للسيدات 2023. خُصص تمويل إضافي للعرض في أوائل 2018 من قبل وزيرة الرياضة الفيدرالية بريدجيت ماكنزي، حيث أكدت الحكومة التزامها بتقديم 4 ملايين دولار أسترالي إضافية لدعم العطاء.
اُطلق العطاء رسميًا في 29 أكتوبر 2018 بشعار الحملة "#GetOnside". كشفت أستراليا عن شعارها ورسالتها الرسمية "Limitless" في 8 يوليو 2019.
قبل استضافة كأس العالم تحت 20 سنة 2015، أعرب المسؤولون النيوزيلنديون عن اهتمامهم بتقديم عرض لاستضافة كأس العالم للسيدات 2023. صرّح كولين سميث، مدير البطولات في الفيفا، بأن نيوزيلندا ستكون "منافسًا رئيسيًا" لاستضافة كأس العالم للسيدات إذا قدمت عرضًا رسميًا.
في 25 فبراير 2019، أعلن اتحاد كرة القدم النيوزيلندي عن نيته التقدم بعرض لاستضافة البطولة.
أعلنت الدولتان عن تقديم عرض مشترك في 12 ديسمبر 2019. تضمن العرض المشترك، تحت شعار "AsOne"، 13 ملعبًا في 12 مدينة، حيث استُحدد ملعب إيدن بارك في أوكلاند لاستضافة المباراة الافتتاحية، بينما ستُقام المباراة النهائية في استاد أستراليا في سيدني.

### كولومبيا
لم تستضف أي دولة في أمريكا الجنوبية البطولة من قبل. في عام 2016، أبدى اتحاد كولومبيا لكرة القدم اهتمامه رسميًا بتقديم عرض لاستضافة البطولة.
استضافت كولومبيا سابقًا كأس العالم تحت 20 سنة 2011 وكأس العالم لكرة الصالات 2016.
كان أحد متطلبات الاستضافة وجود دوري وطني لكرة القدم للسيدات، وهو ما تحقق في عام 2017 عندما انطلقت أول نسخة من الدوري الكولومبي لكرة القدم للسيدات.
في 26 يناير 2019، أكد رئيس كولومبيا إيفان دوكي ماركيز نيته التقدم رسميًا لاستضافة البطولة.

## تقرير تقييم العروض
اُصدر تقرير تقييم العروض من قبل فيفا في 10 يونيو 2020.
حصل العرض المشترك بين أستراليا ونيوزيلندا على أعلى تقييم بواقع 4.1 من 5، وأعتبر "[الأكثر جاذبية تجاريًا]" بالنسبة لفيفا. تبعه عرض اليابان بتقييم 3.8، إلا أن هذا العرض سُحب بعد نشر التقرير.
حصل عرض كولومبيا على تقييم 2.8، وأشار التقرير إلى أن العرض سيتطلب "استثمارات كبيرة ودعمًا من الجهات المحلية وفيفا" ليصل إلى مستوى العروض الأخرى، كما أوضح التقرير أن "مدى توفر هذا المستوى من الاستثمار ليس واضحًا".

## العروض المنسحبة

### اليابان
درست اليابان الترشح لاستضافة البطولة بعد أن تراجعت عن نيتها الأولى لاستضافة كأس العالم للسيدات 2019. وذكر نائب رئيس الاتحاد الياباني لكرة القدم كوزو تاشيما أن المرافق سيتم تجديدها وجاهزة لاستضافة كأس العالم.
في 20 فبراير 2019، أعلن الاتحاد الياباني لكرة القدم رسميًا أنه سيمضي قدمًا في خطته طويلة الأمد للترشح لاستضافة كأس العالم للسيدات 2023.
في 5 يوليو 2019، كشفت اليابان عن شعار ملفها الترشحي تحت شعار "وقت التحليق". تضمن الملف الترشحي ثمانية ملاعب، بما في ذلك عدة مواقع كانت ستستضيف منافسات كرة القدم في الألعاب الأولمبية الصيفية 2020.
ورغم إدراجه ضمن القائمة النهائية للملفات، سحب الاتحاد الياباني لكرة القدم ترشحه في 22 يونيو 2020. وعزا الاتحاد قراره إلى انسحاب البرازيل مما أدى إلى توحيد أصوات اتحاد أمريكا الجنوبية لصالح كولومبيا، بالإضافة إلى دعم اتحاد آسيان لكرة القدم للملف المشترك بين أستراليا ونيوزيلندا، وعدم احتمالية نجاح الملف الياباني بسبب تأجيل دورة الألعاب الأولمبية الصيفية 2020 إلى عام 2021. كما أشار الاتحاد الياباني إلى أن عدم استضافة البطولة سيمكنه من توفير المزيد من الموارد لدعم منتخب اليابان لكرة القدم للسيدات للفوز بالبطولة.
بعد انسحاب اليابان، أيد الاتحاد الآسيوي لكرة القدم الملف المشترك بين أستراليا–نيوزيلندا 2023 كأس العالم للسيدات.

### البرازيل
قدمت البرازيل ملفها الرسمي لاستضافة كأس العالم للسيدات 2023 في 13 ديسمبر 2019.
خطط الاتحاد البرازيلي لكرة القدم لاستخدام ثمانية ملاعب في ثماني مدن ضمن هذا الملف، جميعها سبق أن استضافت بطولات مثل كأس القارات 2013، كأس العالم لكرة القدم 2014، كرة القدم في الألعاب الأولمبية الصيفية 2016، وكوبا أمريكا 2019. ووفقًا للملف، كان من المقرر إقامة المباراة النهائية في ملعب ماراكانا في ريو دي جانيرو.
ورغم إدراجه ضمن القائمة النهائية للملفات، سحب الاتحاد البرازيلي لكرة القدم ترشحه في 8 يونيو 2020، مشيرًا إلى عدم قدرته على تقديم ضمانات حكومية بسبب "التقشف الاقتصادي والمالي" الناتج عن جائحة فيروس كورونا في البرازيل.

## تعبيرات الاهتمام الأخرى

### الأرجنتين
قدمت الأرجنتين تعبيرًا رسميًا عن اهتمامها، لكنها لم تُدرج ضمن العروض النهائية المقدمة.

### بلجيكا
اُدراجت بلجيكا كأحد المرشحين في قائمة الفيفا في أغسطس 2019، لكنها لم تكن موجودة في القائمة المحدثة في سبتمبر 2019.

### بوليفيا
اُدراجت بوليفيا كأحد المرشحين في قائمة الفيفا في أغسطس 2019، لكنها لم تكن موجودة في القائمة المحدثة في سبتمبر 2019.

### جنوب أفريقيا
في 4 يونيو 2018، أعلن اتحاد كرة القدم في جنوب أفريقيا (SAFA) عن نيته في الترشح لاستضافة كأس العالم للسيدات 2023 التي لم تُستَضف من قبل في أفريقيا. وافقت جنوب أفريقيا على إطلاق الملف بشكل رسمي بعد تأهلها إلى كأس العالم للسيدات 2019، وهي المرة الأولى التي تصل فيها إلى النهائيات. في 21 فبراير 2019، أعلنت جنوب أفريقيا أنها ستقدم ملفها للترشح لكأس العالم 2023.
سحب اتحاد كرة القدم في جنوب أفريقيا ملف ترشحه في 11 ديسمبر 2019، معلنًا نيته في إعطاء الأولوية لكرة القدم المحلية، لكنه قال إنه سيأخذ في اعتباره الترشح لبطولة كأس العالم للسيدات 2027.

### الترشح المشترك بين كوريا الجنوبية وكوريا الشمالية
في 4 مارس 2019، أعلن اتحاد كرة القدم الكوري (KFA) أن كوريا الجنوبية كانت تخطط لتقديم ترشح مشترك مع كوريا الشمالية لاستضافة حدث 2023 وتأمل أن تكون أول بطولة تُستضاف في أكثر من دولة. اُقترح الترشح المشترك من قبل رئيس الفيفا جياني إنفانتينو، لكن اُعتبر هذا الخيار غير قابل للتنفيذ بسبب العلاقات بين البلدين. سُحب الترشح المشترك والاحتمال للترشح الفردي في 13 ديسمبر 2019، بعد عدم التوصل إلى اتفاق بين الفيفا والحكومة الوطنية بشأن تشكيل لجنة تنظيمية.

## نتائج انتخابات مضيف كأس العالم للسيدات 2023
اُتخذ القرار من قبل 35 من أعضاء مجلس الفيفا البالغ عددهم 37؛ حيث كان عضوين، من كولومبيا ونيوزيلندا على التوالي، غير مؤهلين للتصويت لأنهما كانتا دولتين مرشحتين. كان من المقرر أن يتم التصويت في البداية من خلال الاقتراع السري (بافتراض اجتماع مباشر)، مع نشر النتائج بعد التصويت. وبالتالي، كانت طريقة التصويت مختلفة عن عملية التصويت لـكأس العالم للرجال 2026، حيث حصلت جميع الاتحادات الأعضاء المؤهلة في الفيفا على تصويت واحد لكل منها.
تُعرض نتائج التصويت في الجدول المرفق.

### نتائج الانتخابات حسب عضو مجلس الفيفا
| العضو                                  | الاتحاد الكروي                         | التصويت            | التصويت  | التصويت |
| العضو                                  | الاتحاد الكروي                         | أستراليا/نيوزيلندا | كولومبيا | محجوب   |
| -------------------------------------- | -------------------------------------- | ------------------ | -------- | ------- |
| محفوظة أكثر كيرون                      | الاتحاد البنغالي لكرة القدم            | أستراليا/نيوزيلندا |          |         |
| ش. سلمان بن إبراهيم آل خليفة           | الاتحاد البحريني لكرة القدم            | أستراليا/نيوزيلندا |          |         |
| زهاوكاي دو ‏                            | الاتحاد الصيني لكرة القدم              | أستراليا/نيوزيلندا |          |         |
| برافول باتيل                           | الاتحاد الهندي لكرة القدم              | أستراليا/نيوزيلندا |          |         |
| كوزو تاشيما                            | الاتحاد الياباني لكرة القدم            | أستراليا/نيوزيلندا |          |         |
| ماريانو أرانيتا                        | الاتحاد الفلبيني لكرة القدم            | أستراليا/نيوزيلندا |          |         |
| سعود المهندي                           | الاتحاد القطري لكرة القدم              | أستراليا/نيوزيلندا |          |         |
| إجمالي آسيا: 7 أصوات صالحة             | إجمالي آسيا: 7 أصوات صالحة             | 7                  | 0        | 0       |
| ليديا نسيكيرا                          | اتحاد بوروندي لكرة القدم               | أستراليا/نيوزيلندا |          |         |
| كونستانت عمري                          | اتحاد الكونغو الديمقراطية لكرة القدم   | أستراليا/نيوزيلندا |          |         |
| هاني أبو ريدة                          | الاتحاد المصري لكرة القدم              | أستراليا/نيوزيلندا |          |         |
| ألمامي كابيلي كامارا ‏                  | اتحاد غينيا لكرة القدم                 | أستراليا/نيوزيلندا |          |         |
| أحمد أحمد                              | اتحاد مدغشقر لكرة القدم                | أستراليا/نيوزيلندا |          |         |
| والتر نياميلاندو ‏                      | اتحاد مالاوي لكرة القدم                | أستراليا/نيوزيلندا |          |         |
| طارق بوشماوي                           | الجامعة التونسية لكرة القدم            | أستراليا/نيوزيلندا |          |         |
| إجمالي أفريقيا: 7 أصوات صالحة          | إجمالي أفريقيا: 7 أصوات صالحة          | 7                  | 0        | 0       |
| فيكتور مونتالياني                      | اتحاد كندا لكرة القدم                  | أستراليا/نيوزيلندا |          |         |
| لويس هيرنانديز                         | اتحاد كوبا لكرة القدم                  | أستراليا/نيوزيلندا |          |         |
| بيدرو شالوجا ‏                          | اتحاد بنما لكرة القدم                  | أستراليا/نيوزيلندا |          |         |
| سونيا بيان-اميه                        | اتحاد جزر تركس وكايكوس لكرة القدم      | أستراليا/نيوزيلندا |          |         |
| سونيل غولاتي                           | اتحاد الولايات المتحدة لكرة القدم      | أستراليا/نيوزيلندا |          |         |
| إجمالي كونكاكاف: 5 أصوات صالحة         | إجمالي كونكاكاف: 5 أصوات صالحة         | 5                  | 0        | 0       |
| فرناندو سارني                          | الاتحاد البرازيلي لكرة القدم           |                    | كولومبيا |         |
| رامون خيسورون                          | الاتحاد الكولومبي لكرة القدم           |                    |          | محجوب   |
| ماريا سول مونيوز                       | اتحاد الإكوادور لكرة القدم             |                    | كولومبيا |         |
| أليخاندرو دومينغيز                     | اتحاد باراغواي لكرة القدم              |                    | كولومبيا |         |
| إغناسيو ألونسو                         | اتحاد الأوروغواي لكرة القدم            |                    | كولومبيا |         |
| إجمالي كونميبول: 4 أصوات صالحة         | إجمالي كونميبول: 4 أصوات صالحة         | 0                  | 4        | 1       |
| راجيش باتيل                            | اتحاد فيجي لكرة القدم                  | أستراليا/نيوزيلندا |          |         |
| جوهانا وود                             | اتحاد نيوزيلندا لكرة القدم             |                    |          | محجوب   |
| لامبرت مالتوك                          | اتحاد فانواتو لكرة القدم               | أستراليا/نيوزيلندا |          |         |
| إجمالي أوقيانوسيا: 2 صوتان صالحان      | إجمالي أوقيانوسيا: 2 صوتان صالحان      | 2                  | 0        | 1       |
| جورج كوما                              | اتحاد قبرص لكرة القدم                  |                    | كولومبيا |         |
| غريغ كلارك                             | الاتحاد الإنجليزي لكرة القدم           |                    | كولومبيا |         |
| نويل لو غريت                           | الاتحاد الفرنسي لكرة القدم             |                    | كولومبيا |         |
| ساندور تشانيي                          | الاتحاد المجري لكرة القدم              |                    | كولومبيا |         |
| إيفيلينا كريستيلين                     | الاتحاد الإيطالي لكرة القدم            |                    | كولومبيا |         |
| ديان سافيتشيفيتش                       | اتحاد الجبل الأسود لكرة القدم          |                    | كولومبيا |         |
| فرناندو غوميز                          | الاتحاد البرتغالي لكرة القدم           |                    | كولومبيا |         |
| أليكسي سوروكين                         | الاتحاد الروسي لكرة القدم              |                    | كولومبيا |         |
| ألكسندر تشيفرين                        | اتحاد سلوفينيا لكرة القدم              |                    | كولومبيا |         |
| إجمالي الاتحاد الأوروبي: 9 أصوات صالحة | إجمالي الاتحاد الأوروبي: 9 أصوات صالحة | 0                  | 9        | 0       |
| جياني إنفانتينو                        | الاتحاد السويسري لكرة القدم            | أستراليا/نيوزيلندا |          |         |
| إجمالي الفيفا: 1 صوت صالح              | إجمالي الفيفا: 1 صوت صالح              | 1                  | 0        | 0       |
| الإجمالي: 35 صوتًا صالحًا                | الإجمالي: 35 صوتًا صالحًا                | 22 (63%)           | 13 (37%) | 2       |

## External links
- Australia-New Zealand 2023 bid website
- Japan 2023 bid website